# Liste von Persönlichkeiten der Stadt Avignon
Es gibt zahlreiche Persönlichkeiten, die mit der Stadt Avignon und ihrer Geschichte in Verbindung stehen. Avignon hat nicht nur unzählige Söhne und Töchter hervorgebracht, sondern auch viele berühmte Persönlichkeiten von außerhalb geprägt. Dazu gehören vor allem Päpste und Kardinäle (Annibaldus von Ceccano, Hélie de Talleyrand-Périgord…), ehemalige oder aktuelle Politiker, Militärpersonen (Juan Fernández de Heredia, Raymond de Turenne…), Sportler, Bildhauer (Jean-Pierre Gras, Camille Claudel…), Maler (Claude Joseph Vernet, Mitglieder der ersten (Simone Martini, Matteo Giovannetti) und zweiten Schule von Avignon (Enguerrand Quarton, Nicolas Froment) oder der Groupe des Treize), Architekten (Pierre Mignard, Jean Péru, Jean-Baptiste Franque…), Sänger (Fernand Sardou, Mireille Mathieu…), Schriftsteller (Henri Bosco, Pierre Boulle, René Girard…) und Dichter (Francesco Petrarca, Alain Chartier, Théodore Aubanel oder andere Mitglieder der Félibrige).

## Söhne und Töchter der Stadt

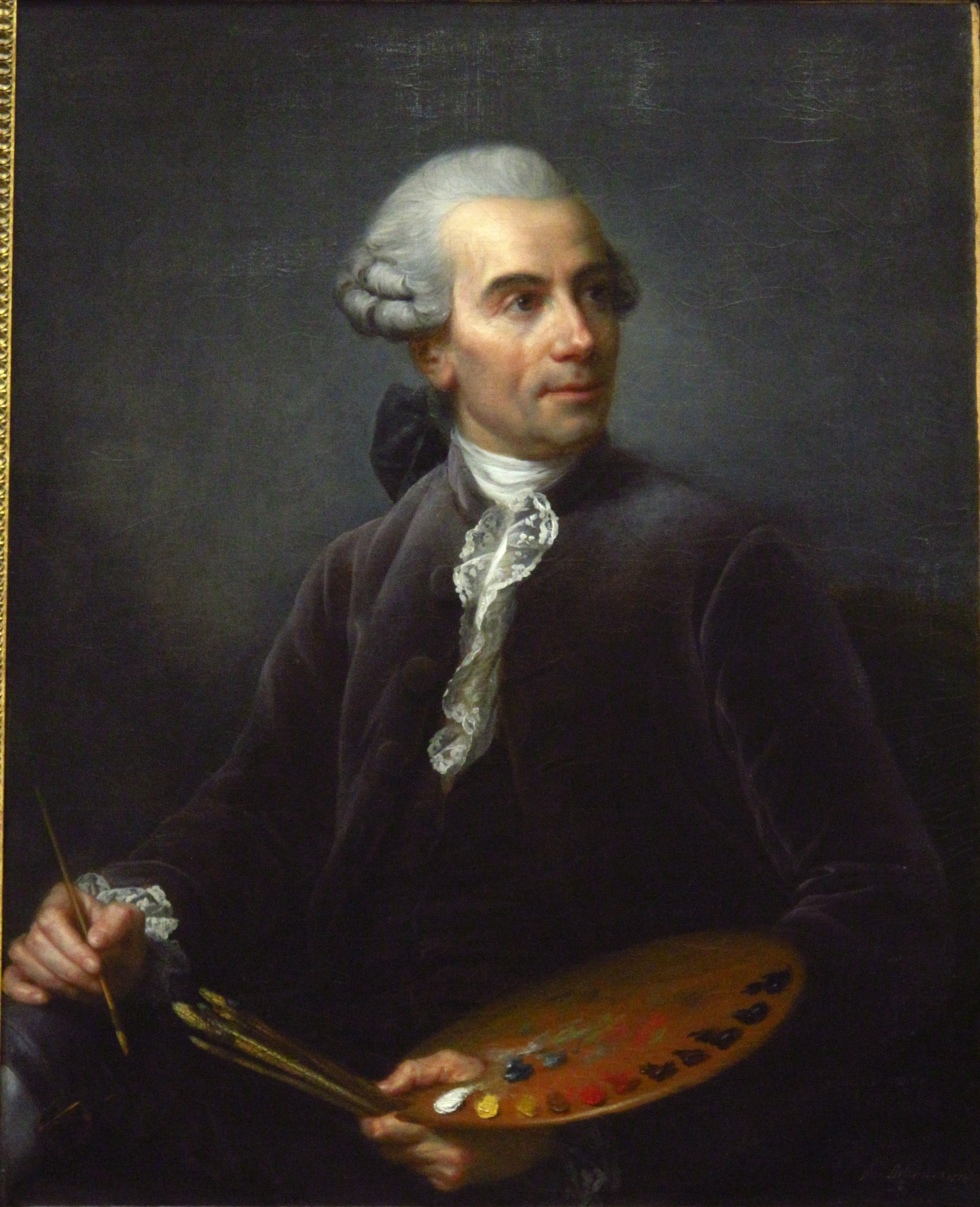
Claude Joseph Vernet

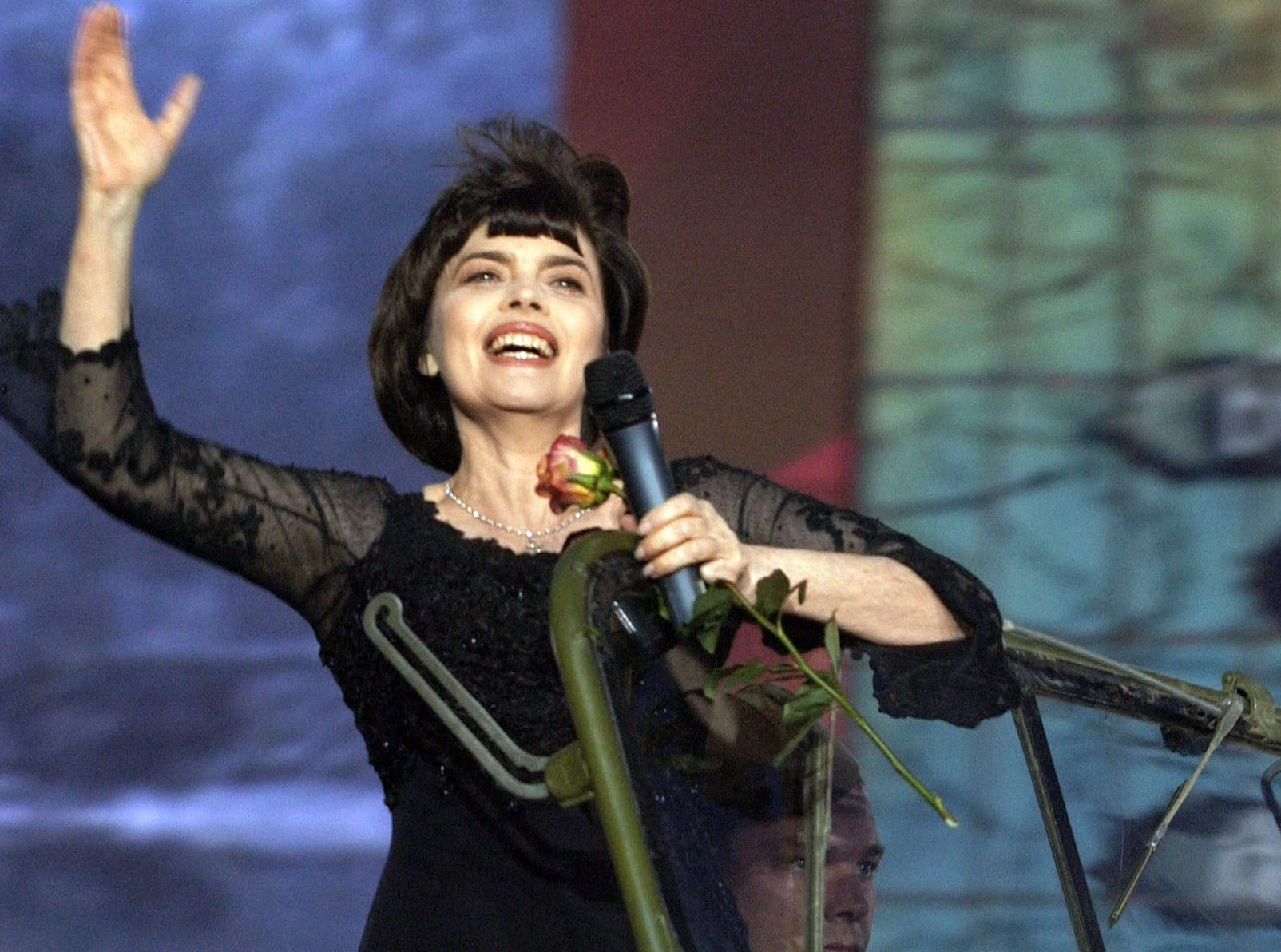
Mireille Mathieu

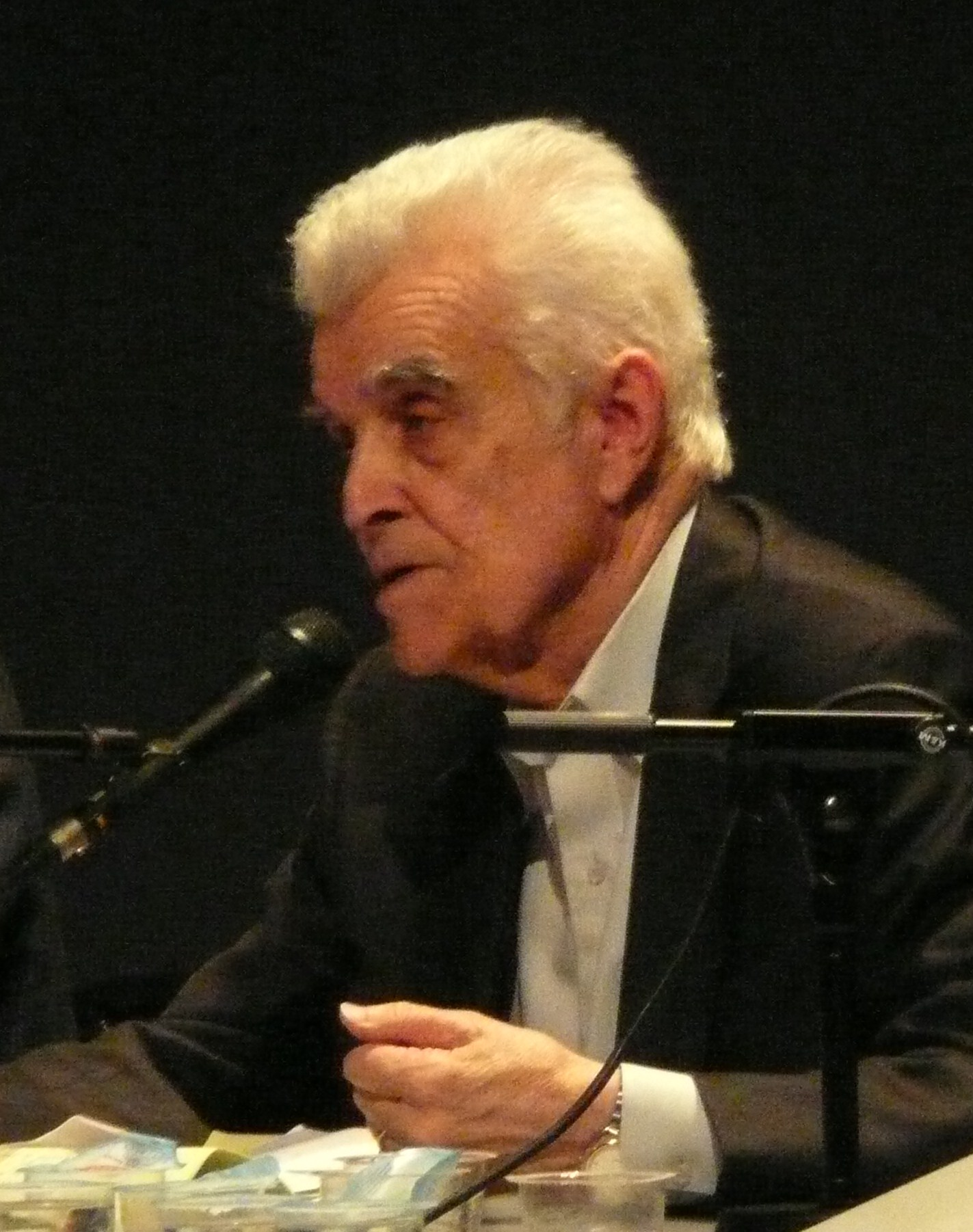
René Girard

Marie Duronceray

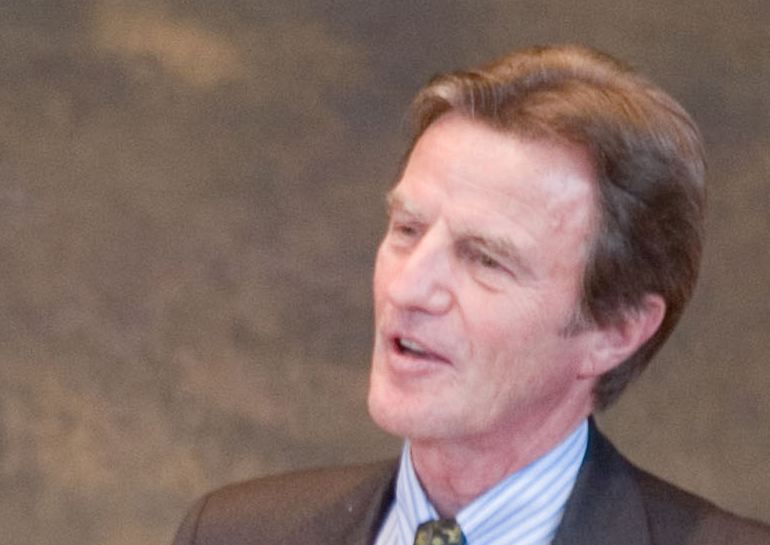
Bernard Kouchner

### Militärpersonen
- Jean-Charles de Folard (1669–1752), Offizier und Kriegstheoretiker
- Jean Étienne Benoît Duprat (1752–1809), General und Revolutionär
- Joseph Agricol Viala (1780–1793), Nationalgardist
- Philipp Toussaint Joseph Bordone (1821–1892), General

### Künstler
- Pierre II. Mignard (1640–1725), Maler und Architekt, Mitglied der Académie royale d’architecture
- Jean Péru (1650–1723), Bildhauer und Architekt
- Ignace Jacques Parrocel (1667–1722), Maler und Kupferstecher
- Pierre Parrocel (1670–1739), Maler
- Jean-Joseph Mouret (1682–1738), Musiker
- Étienne Parrocel (1696–1775), Maler
- Joseph François Parrocel (1704–1781), Maler und Kupferstecher
- Claude Joseph Vernet (1714–1789), Maler
- Jean-Claude Trial (1732–1771), Geigenspieler und Komponist
- Jean-Baptiste Cartier (1765–1841), Violinist, Violinpädagoge, Komponist und Musikverleger
- Évariste de Valernes (1816–1896), Maler
- Antoine Louis Roussin (1819–1894), Maler und Lithograf
- Édouard Imer (1820–1881), Maler
- Pierre Grivolas (1823–1906), Maler
- Paul-Agricole Génin (1832–1903), Flötist und Komponist
- Paul Saïn (1853–1908), Maler
- Claude Firmin (1864–1944), Maler und Kunstpädagoge
- Jules Flour (1864–1921), Genremaler und Kunstpädagoge
- Jean-Pierre Gras (1879–1964), Bildhauer, Mitglied der Gruppe der Dreizehn
- Victor Crumière (1895–1950), Maler
- Olivier Messiaen (1908–1992), Komponist
- Fernand Sardou (1910–1976), Sänger und Schauspieler
- Jean-Claude Malgoire (1940–2018), Oboist, Musikwissenschaftler und Dirigent
- Antoine Saint-John (1940–1990), Schauspieler
- Guy Bonnet (1945–2024), Sänger
- Mireille Mathieu (* 1946), Varietésängerin
- Rémi Charmasson (1961–2025), Jazzmusiker
- Christophe Rousset (* 1961), Cembalist und Dirigent
- Lionel Garcin (* 1972), Jazz- und Improvisationsmusiker
- Emma Daumas (* 1983), Sängerin

### Sportler
- Daniel Gache (* 1941), Unternehmer und Autorennfahrer
- Philippe Gache (* 1962), Autorennfahrer und Rennstallbesitzer
- Patrick Serra (1962–2013), schwedischer Radrennfahrer
- Éric Di Meco (* 1963), Fußballspieler
- Jean Alesi (* 1964), Formel-1-Pilot
- Fabrice Soulier (* 1969), Pokerspieler
- Boris Chambon (* 1975), Motorradfahrer
- Cédric Carrasso (* 1981), Fußballspieler
- Céline Couderc (* 1983), Schwimmerin
- Camille Ayglon-Saurina (* 1985), Handballspielerin
- Jonathan Lacourt (* 1986), Fußballspieler
- Yoann Touzghar (* 1986), tunesisch-französischer Fußballspieler
- Benoît Richaud (* 1988), Eiskunstlauf-Choreograf
- Benoît Paire (* 1989), Tennisspieler
- Younès Belhanda (* 1990), Fußballspieler
- Léa Rubio (* 1991), Fußballspielerin
- Samuel Gigot (* 1993), französischer Fußballspieler
- Mathias Bourgue (* 1994), Tennisspieler
- Alexandre Réard, Pokerspieler

### Philosophen, Dichter und Schriftsteller
- Abraham Farissol (1451–1525/1526), Autor, Bibelkommentator und Geograph
- Théodore Aubanel (1829–1886), provenzalischer Dichter, Mitbegründer der Félibrige
- Henri Bosco (1888–1976), Schriftsteller
- Pierre Boulle (1912–1994), Schriftsteller
- René Girard (1923–2015), Kulturanthropologe und Religionsphilosoph
- Yves Berger (1931–2004), Schriftsteller
- Mazarine Pingeot (* 1974), Schriftstellerin
- Adrien Bosc (* 1986), Schriftsteller

### Andere
- Maiolus (910–994), Benediktiner und Abt von Cluny
- Laura de Noves (1310–1348), Muse von Francesco Petrarca
- Franz Lambert von Avignon (1487–1530), evangelischer Theologe, Reformator der Landgrafschaft Hessen
- Alexandre de Rhodes (1591–1660), Jesuit und Missionar
- Jean-François Faure (1701–1785), Chirurg
- Marie Duronceray (1727–1772), Schauspielerin und Schriftstellerin
- Étienne André François de Paule Fallot de Beaumont de Beaupré (1750–1835), Bischof
- Gaston de Raousset-Boulbon (1817–1854), Abenteurer
- Esprit Requien (1788–1851), Botaniker
- Yves Delage (1854–1920), Zoologe
- Guy Héraud (1920–2003), Politiker
- Bernard Kouchner (* 1939), Arzt und Politiker
- Christian Audigier (1958–2015), Modedesigner und Unternehmer

## Andere Persönlichkeiten mit Bezug zur Stadt

### Päpste

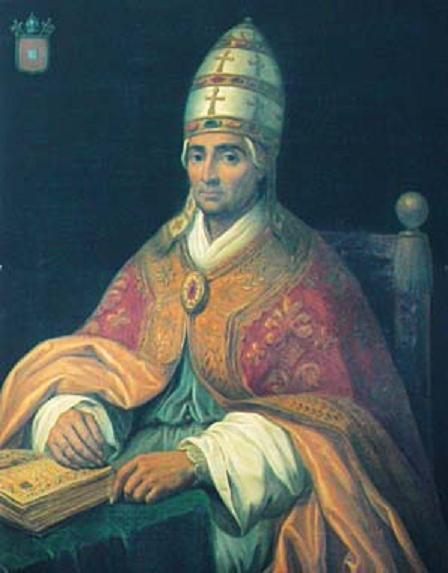
Papst Benedikt XII.

- Clemens V. (1264–1314)
- Johannes XXII. (1244–1334)
- Benedikt XII. (1285–1342)
- Clemens VI. (1291–1352)
- Innozenz VI. (1282–1362)
- Urban V. (1310–1370)
- Gregor XI. (1329–1378)
- Clemens VII. (1342–1394)
- Benedikt XIII. (1329–1423)

### Legaten und Vizelegaten

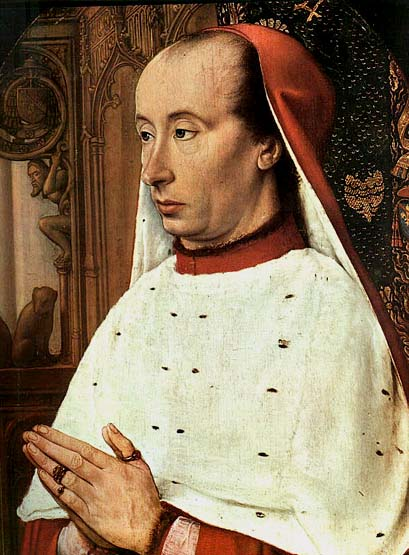
Charles II. de Bourbon, Legat von Avignon

- Pierre d’Ailly (1350–1420), Legat von 1418 bis 1420
- Charles II. de Bourbon (1433–1488), Legat von 1472 bis 1476
- Giuliano della Rovere (1443–1513), Legat von 1476 bis 1503
- Georges d’Amboise (1460–1510), Legat von 1503 bis 1510
- Alessandro Farnese (1520–1589), Legat von 1541 bis 1565
- Charles de Bourbon (1523–1590), Legat von 1565 bis 1590
- Scipione Caffarelli Borghese (1577–1633), Legat von 1607 bis 1621
- Francesco Barberini (1597–1679), Legat von 1623 bis 1633
- Antonio Barberini (1607–1671), Legat von 1633 bis 1644
- Jules Mazarin (1602–1661), Vizelegat von 1634 bis 1637
- Pietro Ottoboni (1610–1691), Legat von 1690 bis 1691

### Militärpersonen
- Juan Fernández de Heredia (1310–1396), spanischer Hauptmann der Armee der Grafschaft Venaissin und Großmeister des Johanniterordens auf Rhodos
- Raymond de Turenne (1352–1413), Vizegraf von Turenne, päpstlicher Hauptmann in Italien und Hauptmann der Papstarmee der Grafschaft Venaissin
- Mathieu Jouve Jourdan (1746–1794), Revolutionär, Ehrentitel Coupe-tête (Kopfabschneider)

### Beruflich, künstlerisch oder politisch tätig

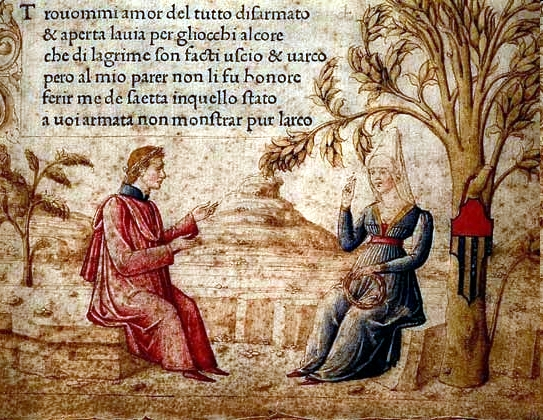
Laura und Francesco Petrarca

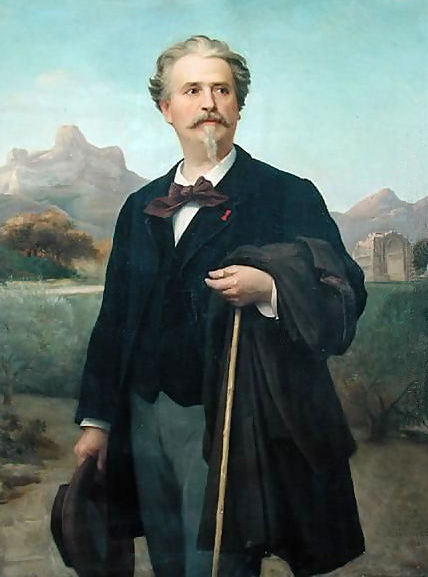
Frédéric Mistral

- Annibaldus von Ceccano (1282–1350), italienischer Kardinal, errichtete einen Kardinalspalast in Avignon
- Francesco Petrarca (1304–1374), Dichter, begegnete am 6. April 1327 Laura am Ausgang der Kirche Sainte-Claire d’Avignon
- Adalbertus Ranconis de Ericinio (1320–1388), tschechischer Theologe und Philosoph, war zeitweise päpstlicher Verwalter in Avignon
- Matteo Giovannetti (1322–1368), Maler am Papstpalast zur Zeit von Clemens VI.
- Philippe de Mézières (1327–1405), Kammerherr des Königs von Zypern, ließ 1372 in Avignon erstmals ein Theaterstück in einheimischer Sprache aufführen
- Johannes Ciconia (1330–1412), Komponist im Dienste des Vizegrafen von Turenne
- Francesco Datini (1335–1410), bedeutendster Kaufmann Europas während der Papstzeit von Avignon
- Clément de La Rovère (1462–1504), Großneffe von Sixtus IV., von 1495 bis 1502 Stellvertreter des Legaten von Avignon, Giuliano della Rovere, seines Onkels, Primicerius der Universität Avignon
- Nostradamus (1503–1566), studierte ein Jahr an der Universität Avignon, brach das Studium wegen der Pest aber wieder ab
- Armand-Jean du Plessis, duc de Richelieu (1585–1642), Kardinal und Minister unter Ludwig XIII., ging von 1618 bis 1619 ins Exil nach Avignon
- Athanasius Kircher (1602–1680), Astronom
- Anne Marguerite Petit Du Noyer (1663–1719), Journalistin, lebte lange in Avignon
- Jean-Philippe Rameau (1683–1764), Organist an der Kathedrale von Avignon
- Jean Althen (1710–1774), Agronom, initiierte den Anbau von Färberkrapp
- Joseph-Michel Montgolfier (1740–1810), entdeckte 1782 in Avignon das Prinzip des Heißluftballons
- Fabre d’Églantine (1750–1794), Intendant am Komödientheater in Avignon
- Eugène Viollet-le-Duc (1814–1879), setzte zahlreiche Pläne zum Umbau der Stadtmauern um
- Jean-Henri Fabre (1823–1915), Schriftsteller und Entomologe, lehrte von 1853 bis 1871 in Avignon
- Frédéric Mistral (1830–1914), Schriftsteller und Nobelpreisträger, besuchte in Avignon eine höhere Schule
- Alphonse Daudet (1840–1897), erster Aufenthalt mit 15 Jahren, mehrere Begegnungen mit der Félibrige-Bewegung
- Stéphane Mallarmé (1842–1898), mehrere Aufenthalte (1864–1866) um die Félibriges zu begegnen
- Édouard Daladier (1884–1970), Ratspräsident und Bürgermeister von Avignon
- Elsie Kühn-Leitz (1903–1985), Ehrenbürgerin von Avignon
- Willy Ronis (1910–2009), Fotograf, Professor an der École des Beaux-Arts d’Avignon
- Jean Vilar (1912–1971), Gründer des Festivals von Avignon
- René Haby (1919–2003), französischer Bildungsminister, ehemaliger Schulleiter des Lycée Frédéric-Mistral
- Daniel Auteuil (* 1950), in Algerien geborener Schauspieler, verbrachte seine Kindheit in Avignon
- Angelo Parisi (* 1953), Judoka, Judolehrer in Avignon
- Mohammed Moussaoui (* 1964), Mathematiker, Dozent an der Universität Avignon

### Gestorben in Avignon

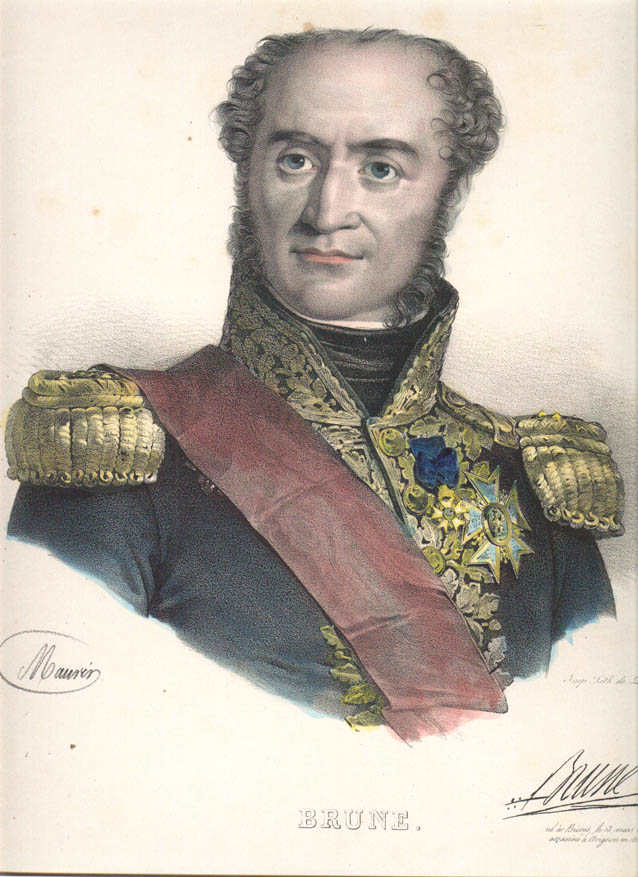
Marschall Brune

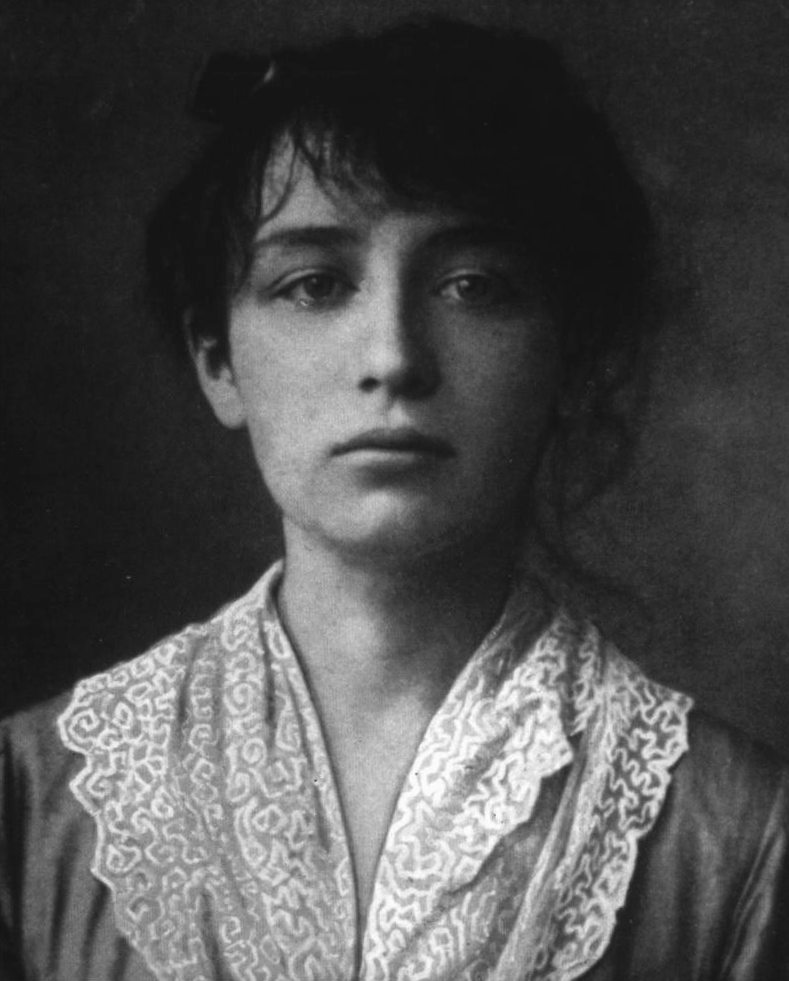
Camille Claudel

- Wilhelm I. von Provence (955–993), genannt „der Befreier“, erst Graf von Avignon, dann Graf von Provence
- Bénézet (1165–1184), gab den Anstoß für den Bau der St.-Bénézet-Brücke
- Jean Lemoine (1250–1313), Kardinal
- Gilles I. Aycelin de Montaigut († 1318), Erzbischof von Narbonne und Rouen, Kanzler des französischen Königs
- Amadeus V. von Savoyen (1249–1323), genannt „der Große“, Graf von Savoyen, Aosta und Maurienne
- Simone Martini (1280/1285–1344), Maler am Papsthof von Benedikt XII.
- Hélie de Talleyrand-Périgord (1301–1364), Kardinal von Périgord
- Gilles II. Aycelin de Montaigut († 1378), Kardinal von Saints-Sylvestre-et-Martin
- Peter von Luxemburg (1369–1387), Kardinal von Avignon
- Jean Cadard (1374–1449), Hofarzt, Hofmeister und Berater von Karl VII.
- Alain Chartier (1385–1449), Dichter und Sekretär von Karl VII.
- Enguerrand Quarton (1412–1466), Maler und Buchmaler, Vertreter der zweiten Schule von Avignon
- Francesco Laurana (1430–1502), Bildhauer und Medailleur, führte den italienischen Renaissance-Stil in Frankreich ein
- Nicolas Froment (1435–1486), Maler, Vertreter der zweiten Schule von Avignon
- Charles de Lorraine (1524–1574), Herzog von Chevreuse, Erzbischof von Reims
- César de Bus (1544–1607), Gründer der Doktrinarier
- François de Joyeuse (1562–1615), Kardinalbischof von Ostia
- Jean-Baptiste Franque (1683–1758), Architekt
- Jean-Joseph Balechou (1715–1765), Kupferstecher
- Guillaume Marie-Anne Brune (1763–1815), Revolutionsgeneral und Marschall
- Dorothea Schlözer (1770–1825), deutsche Philosophin und Salonnière, beigesetzt auf dem Cimetière Saint-Véran
- John Stuart Mill (1806–1873), englischer Philosoph, beigesetzt in Saint-Véran
- Harriet Taylor Mill (1807–1858), englische Frauenrechtlerin und Ehefrau von John Stuart Mill
- Félix Gras (1844–1901), Schriftsteller, Dichter und Mitglied des Félibrige
- Camille Claudel (1864–1943), Bildhauerin, starb in psychiatrischer Anstalt in Montdevergues (Montfavet)
- Louis Gros (1873–1963), Politiker und langjähriger Bürgermeister der Stadt
- Frans Masereel (1889–1972), belgischer Grafiker, Maler und Zeichner